# Kesgrave
Kesgrave este un oraș și un important port la Marea Nordului situat în comitatul Suffolk, regiunea East, Anglia. Orașul se află în districtul Suffolk Coastal.